# چارلز دنیس
چارلز دنیس (انگلیسی: Charles Dennis؛ زادهٔ ۱۶ دسامبر ۱۹۴۶) نمایش‌نامه‌نویس، فیلم‌نامه‌نویس، صداپیشه، هنرپیشه، روزنامه‌نگار، پدیدآور و کارگردان فیلم اهل کانادا است.
از فیلم‌ها یا مجموعه‌های تلویزیونی که وی در آن‌ها نقش داشته است، می‌توان به بابای آمریکایی!، پیشتازان فضا: انترپرایز، پیشتازان فضا: نسل بعدی، به سوی جنوب و همچنین صداپیشگی در بازی‌های ویدئویی الدر اسکورولز ۵: اسکایرم، ارتش سرخ: پارتیزان‌ها، تأثیر فراگیر، نینجا گایدن سیگما، دوم ۳ و نینجا گایدن اشاره نمود.